# Temple d'Hercule (Cavalière)
Pour les articles homonymes, voir Temple d'Hercule.
Le Temple d'Hercule est un bâtiment aujourd'hui à l'état de ruines, situé à Cavalière, sur la commune du Lavandou dans le Var. Se voulant la restitution d'un temple antique, il pourrait plutôt être qualifié de fabrique. 

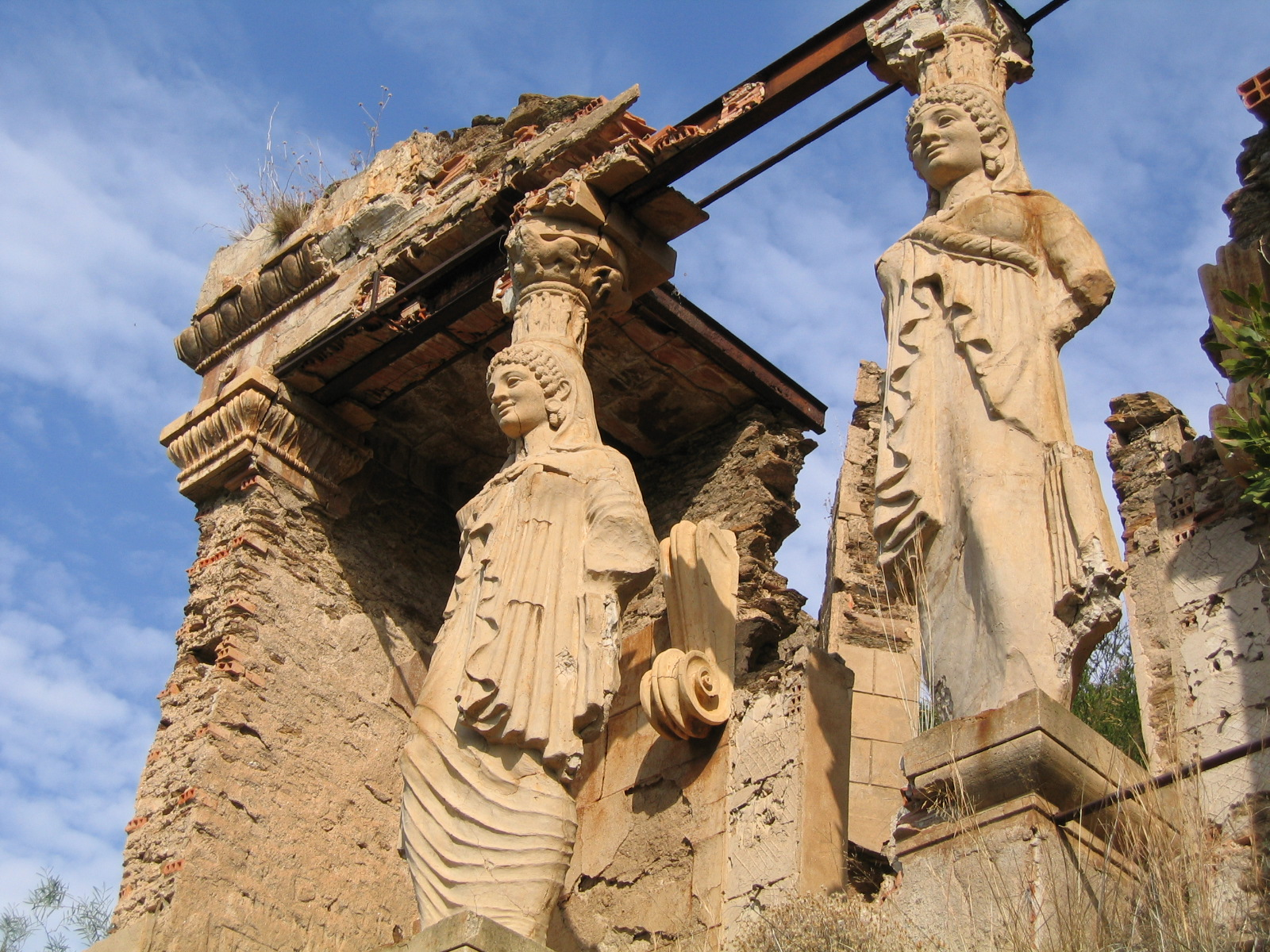
Façade du Temple d'Hercule à Cavalière (Var), état en 2005.

## Origines
Dans l'Antiquité, les Grecs établirent la station d'Alconis (Alcône), que la plupart des auteurs et archéologues reconnaissent comme étant la baie de Cavalière.
Parmi eux, Arthur Engelfred, riche industriel propriétaire du château de Cavalière et passionné par la Grèce antique, soutenait avoir retrouvé les substructions d'Alcône. De ces substructions à celles d'un temple dédié à Hercule, niché à flanc de colline, il n'y avait qu'un pas qu'Engelfred franchit allègrement.
Il faut noter qu'actuellement, aucun vestige d'Alcône n'est connu.

## Une création originale
Engelfred propose alors une reconstitution du temple et fait rebâtir (bâtir en réalité) dans les années 1900-1910 un édifice consacré à Melkart, dieu phénicien assimilé à Hercule.
La façade du temple est une copie parfaite et reconstituée du Trésor de Siphnos à Delphes dont le moulage présenté à l'exposition universelle de 1900 avait connu un grand succès.
Le bâtiment, qui était alors ouvert sur demande à la visite, se composait de plusieurs salles décorées de niches et de moulures. L'édifice est même doté d'une citerne, à l'est, qui lui assure une autonomie en eau. À l'intérieur étaient présentés poteries, verreries, monnaies, cuivres, armes et statues qui auraient été, naturellement, trouvés à proximité. 
Le caractère récent du temple n'échappe pas à André Donnadieu qui précise, dans son ouvrage sur les Maures, en 1932, « Sur le flanc de la colline [...] s'élève une reconstitution d'un temple grec, dédié par le propriétaire à Hercule et qui contient des antiquités romaines trouvées, paraît-il, dans le voisinage du temple. »
Construit en schiste et béton, le « temple » est aujourd'hui à l'abandon, en très mauvais état, sans toiture. Les structures métalliques internes de la façade, sous l'effet de la rouille, ont provoqué une forte dégradation de cette dernière.